# Josip Fabris
Josip Fabris (Zágráb, 1897. március 21. – Zágráb, 1958. december 5.) jugoszláv-horvát nemzetközi labdarúgó-játékvezető. Egyes források szerint Ernest Fabris.

## Pályafutása

### Nemzeti játékvezetés
Nemzeti labdarúgó-szövetségének megfelelő játékvezető bizottsága minősítése alapján lett az 1. Liga játékvezetője. Küldési gyakorlat szerint rendszeres partbírói szolgálatot végzett. A nemzeti játékvezetéstől 1934-ben vonult vissza.

### Nemzetközi játékvezetés
A Jugoszláv labdarúgó-szövetség Játékvezető Bizottsága (JB) 1925-ben terjesztette fel nemzetközi játékvezetőnek, a Nemzetközi Labdarúgó-szövetség (FIFA) bírói keretében. Több nemzetek közötti válogatott és klubmérkőzést vezetett vagy működő társának partbíróként segített. A partbírók ebben az időszakban nem voltak FIFA JB kerettagok. Az aktív nemzetközi játékvezetéstől 1934-ben búcsúzott. Összesen 13 válogatott találkozót vezetett, ebből 3-on a magyar válogatott is részt vett.

#### Olimpiai játékok
Az 1924. évi nyári olimpiai játékok labdarúgó tornáján a FIFA JB partbírói szolgálatra alkalmazta. Az első számú partbíró, a korabeli szabályok szerint, játékvezetői sérülés esetén átvette a mérkőzés irányítását. Partbíróként 2 alkalommal 2. számú pozícióba kapott küldést.
| Időpont         | Helyszín                   | Mérkőzés típusa    | Mérkőzés            | Játékvezető              | Eredmény | Nézők száma |
| --------------- | -------------------------- | ------------------ | ------------------- | ------------------------ | -------- | ----------- |
| 1924. május 25. | Pershing-i Stadion, Párizs | első forduló       | Svájc–Litvánia      | Antonio Scamoni          | 9 – 0    | 8110        |
| 1924. május 28. | Bergeyre Stadion, Párizs   | egyik nyolcaddöntő | Svájc–Csehszlovákia | Peder Christian Andersen | 1 – 1    | 9 157       |

## Magyar vonatkozás
| Időpont             | Helyszín                          | Mérkőzés típusa                         | Mérkőzés                   | Eredmény | Nézők száma |
| ------------------- | --------------------------------- | --------------------------------------- | -------------------------- | -------- | ----------- |
| 1925. március 25.   | Hungária körúti Stadion, Budapest | 105. válogatott mérkőzés                | Magyarország–Svájc         | 5 : 0    | 40 000      |
| 1926. augusztus 20. | Hungária körúti Stadion, Budapest | 117. válogatott mérkőzés                | Magyarország–Lengyelország | 4 : 1    | 9 000       |
| 1931. október 4.    | V.A.C. Stadion, Budapest          | Központi Európa Amatőr Kupa (1931-1934) | Magyarország–Románia       | 4 : 0    | 20 000      |